# Chloridolum vittatum
Chloridolum vittatum är en skalbaggsart som först beskrevs av Maurice Pic 1925.  Chloridolum vittatum ingår i släktet Chloridolum och familjen långhorningar. Inga underarter finns listade i Catalogue of Life.